# Murgeni
Murgeni – miasto w Rumunii, w okręgu Vaslui. Liczy 7674 mieszkańców (2002).